# Cecil Miller Smith
Sir Cecil Miller Smith, britanski general, * 1896, † 1988.